# Marie Charlotte Hippolyte de Boufflers
Marie Charlotte Hippolyte de Boufflers, född 1724 och död 1800, var en fransk salongsvärd. 
Hon gifte sig 1745 med greve Édouard de Boufflers-Rouverel, som hon snart övergav för att öppet inleda ett förhållande med prinsen av Conti. I prinsens residens i Paris, le Temple, höll hon en litterär salong som räknades till tidens främsta. de Boufflers hörde till Gustav III:s franska väninnor och förde under nära 20 år med honom en vidlyftig korrespondens, vilken i översättning utgavs av Beth Hennings : Gustav III och grevinnan de Boufflers. En brevväxling från vänskapskultens tidevarv (1928).